# Boerhavia elegans
Boerhavia elegans är en underblomsväxtart som beskrevs av Jacques Denys Denis Choisy. Boerhavia elegans ingår i släktet Boerhavia och familjen underblomsväxter. Inga underarter finns listade i Catalogue of Life.